# Sirembo imberbis
Sirembo imberbis är en fiskart som först beskrevs av Temminck och Schlegel, 1846.  Sirembo imberbis ingår i släktet Sirembo och familjen Ophidiidae. Inga underarter finns listade i Catalogue of Life.